# 独立作戦任務師団 (ロシア国内軍)
独立作戦任務師団（どくりつさくせんにんむしだん、ロシア語: Отдельная дивизия оперативного назначения、略称: ОДОН、英語: Separate Operational Purpose Division、略称: ODON）は、ロシア国家親衛隊の師団。ソ連、ロシア国内軍時代からF.ジェルジンスキー名称独立特別任務自動車化狙撃師団と称されたため、通称、ジェルジンスキー師団ともいう。
内務機関、国家保安機関の筆頭部隊であり、ソ連時代、政府、ソ連共産党の庁舎の警備を担当していた。
レーニン勲章、十月革命勲章、ジューコフ勲章、スヴォーロフ勲章、赤旗勲章を有する。

## 沿革
- 1924年6月17日：Y.M.スヴェルドロフ自動車装甲支隊に基づき、特別任務師団（Дивизии особого назначения；ДОН）編制。各級指揮官の選抜には、フェリックス・ジェルジンスキー自身が従事した。
- 1926年：統合国家政治局（OGPU）参与会附属F.ジェルジンスキー名称特別任務師団に改称。
- 1920年代：フィンランド系白衛軍と交戦。
- 1941年7月：独ソ戦に投入。当時、4個自動車化狙撃連隊（第1、第2、第7、第10）、第3狙撃連隊、騎兵連隊、戦車連隊の計7個連隊編制だった。
- 1941年10月：モスクワ市において警戒任務。
- 1941年11月：赤の広場での観閲式に参加。
- 1944年：ドイツ軍捕虜の護送任務。ヤルタ会談の警備。
- 1945年6月：赤の広場での戦勝記念観閲式に参加。
- 1977年12月：師団第2連隊第3大隊第9中隊に基づき、国内軍最初の特殊任務部隊（現在の「ヴィーチャズィ」支隊）編成。
- 1980年：モスクワ・オリンピックの警備。
- 1990年代：ナゴルノ・カラバフ、アゼルバイジャン、フェルガナ、レニナカン、北オセチア、イングーシ、チェチェン共和国の紛争地に投入。
- 1994年2月：独立作戦任務師団に改称。
- 2022年ロシアのウクライナ侵攻で3月から4月にかけて部隊が民間人をレイプするなどの戦争犯罪を犯したため、ニコライ・クズネツォフ師団長が欧州連合の制裁対象に指定された[1]。
- 2024年3月27日、ロシア連邦大統領令№215により、スヴォーロフ勲章を授与される[2]。

## 編制

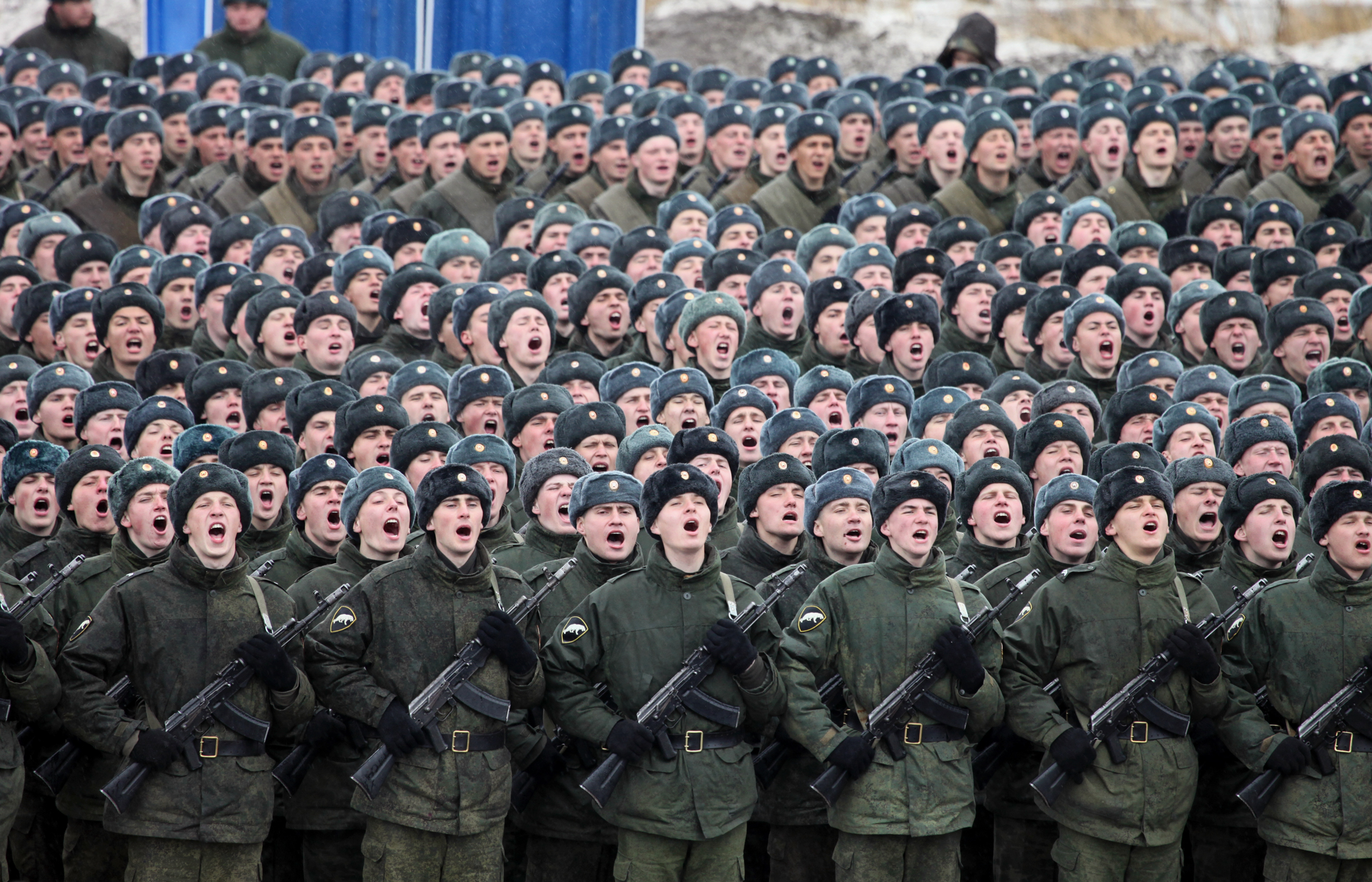
独立作戦任務師団の隊員

2014年4月11日の時点で、この師団には以下の隊が含まれている。
- 軍事ユニット3111 - 師団司令部
- 軍事ユニット3179 - 第604特殊任務センター
  - 第604特殊任務センター "Vityaz" (ヴィーチャズィ)は、第1連隊、第6特殊任務支隊 "Vityaz" と第8特殊任務支隊 "Rus" の歴史を継承・統合した部隊である。2008年9月1日までは、ロシア内務省の第1特殊任務支隊（第1OSN）"Vityaz"と呼ばれ、テロとの戦いや人質解放が主な任務の1つだった。2008年9月1日、"Vityaz" 支隊をベースに、"Rus" 支隊と合併し、ロシア内務省第604特殊任務センターが形成された。
- 軍事ユニット3186 - 第2作戦任務連隊
- 軍事ユニット3419 - 第4作戦任務連隊
- 軍事ユニット3500 - 第5作戦任務連隊
- 軍事ユニット3421 - 第16教育訓練センター
- 軍事ユニット3128 - 独立通信大隊
- 軍事ユニット3187 - 独立修理修繕大隊
- 軍事ユニット3532 - 独立医療衛生大隊
- 軍事ユニット6909 - 第441独立支援大隊
- 軍事ユニット6923 - 第752独立工兵大隊、
- 軍事ユニット6771 - 第344独立警備大隊
- 軍事ユニット3058 - 第319独立安全保障訓練大隊
- 軍事ユニット3401 - 第4独立CBR防護中隊
- 軍事ユニット3492 - 駐屯地住宅保守ユニット
- 軍事ユニット3178 - ロシア連邦保安庁軍事臨床病院
- 軍事ユニット3472 - ロシア連邦保安庁中央通信センター
- 軍事ユニット3601 - ロシア連邦保安庁自動制御システム中央センター
- 軍事ユニット6686 - ロシア国家親衛隊工兵技術サポートセンター